# Slovaška narodna knjižnica
Slovaška narodna knjižnica (slovaško Slovenská národná knižnica) je javna knjižnica s sedežem v kraju Martin na severu Slovaške, ki deluje pod okriljem Ministrstva za kulturo Republike Slovaške. Kot narodna knjižnica prejema obvezne izvode publikacij od vseh založnikov na Slovaškem, izdaja nacionalno bibliografijo in služi kot državni center bibliotekarskih informacij.
Njen fond obsega približno 5 milijonov enot knjižničnega gradiva in 1,7 milijona arhivskih dokumentov, pa tudi nekaj tisoč muzejskih eksponatov v treh muzejskih ustanovah, ki so organizacijsko del SNK:
- Literarni muzej Slovaške narodne knjižnice
- Slovanski muzej A.S. Puškina (Brodzany)
- Zgodovinska knjižnica rodbine Apponyi (Oponice)

## Zgodovina
V sedanji obliki obstaja od leta 2000, njena zgodovina pa sega v sredino 19. stoletja, ko so bile slovaške dežele pod ogrsko oblastjo. Slovaške kulturne ustanove so se s krepitvijo narodne zavesti pričele razvijati v krajih izven političnih središč, saj so jih kraljeve oblasti obravnavale z nezaupanjem. Tako je bila leta 1863 v Martinu ustanovljena Slovaška matica (Matica slovenská), ki je delovala kot čitalnica in pričela sistematično zbirati slovaško literaturo.
V času skupne države Češkoslovaške je bila za zbiranje slovaške knjižne produkcije načeloma odgovorna Narodna in univerzitetna knjižnica v Pragi, vendar je to vlogo de facto opravljala Slovaška matica. Po drugi svetovni vojni je leta 1954 dobila status narodne knjižnice, pet let kasneje pa sta bila uradno vzpostavljena dva narodna knjižnična sistema, en za Češko in Moravsko ter drugi za Slovaško.
Ta zbirka je bila po razdružitvi Češkoslovaške leta 2000 preoblikovana v Slovaško narodno knjižnico.